# Giulio Emanuele Rizzo

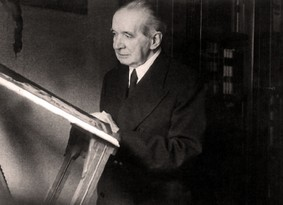
Giulio Emanuele Rizzo

Giulio Emanuele Rizzo (geboren am 27. Mai 1865 in Melilli; gestorben am 1. Februar 1950 in Rom) war ein italienischer Klassischer Archäologe.

## Leben
Giulio Emanuele Rizzo, Sohn einer anti-bourbonisch und liberal eingestellten Familie, besuchte das Gymnasium in Catania und studierte auf Wunsch seines Vaters zunächst Jurisprudenz und schloss dieses Studium 1887 ab. Unbefriedigt von der Aussicht eines Anwaltslebens in der Provinz, folgte er anschließend seiner Neigung zu den Geisteswissenschaften und studierte Altertumswissenschaften an der Universität Palermo, wo der Gräzist Giuseppe Fraccaroli und der Archäologe Antonino Salinas seine prägenden Lehrer wurden. Im Jahr 1887 wurde er laureiert und nahm sogleich an der Ausgrabung in Megara Hyblaea, einer der ältesten griechischen Städte Siziliens, unter der Leitung des damals 26-jährigen Paolo Orsi teil. Zwischen beiden entwickelte sich eine anhaltende und tiefe Freundschaft. Zugleich begann er, als Gymnasiallehrer zu unterrichten.

### Im Dienst der Antikenverwaltung
Durch Vermittlung Orsis trat Rizzo 1900 in die Antikenverwaltung Italiens ein und wurde Inspektor am Archäologischen Nationalmuseum Neapel. Von den chaotischen Zuständen der dortigen Sammlung betroffen, versuchte er Ordnung in die Bestände und die Ausstellung zu bringen, scheiterte jedoch am Widerstand Ettore Pais’, damals Direktor des Museums. Es folgte 1901 der Wechsel an das Museo Nazionale Romano  in Rom.

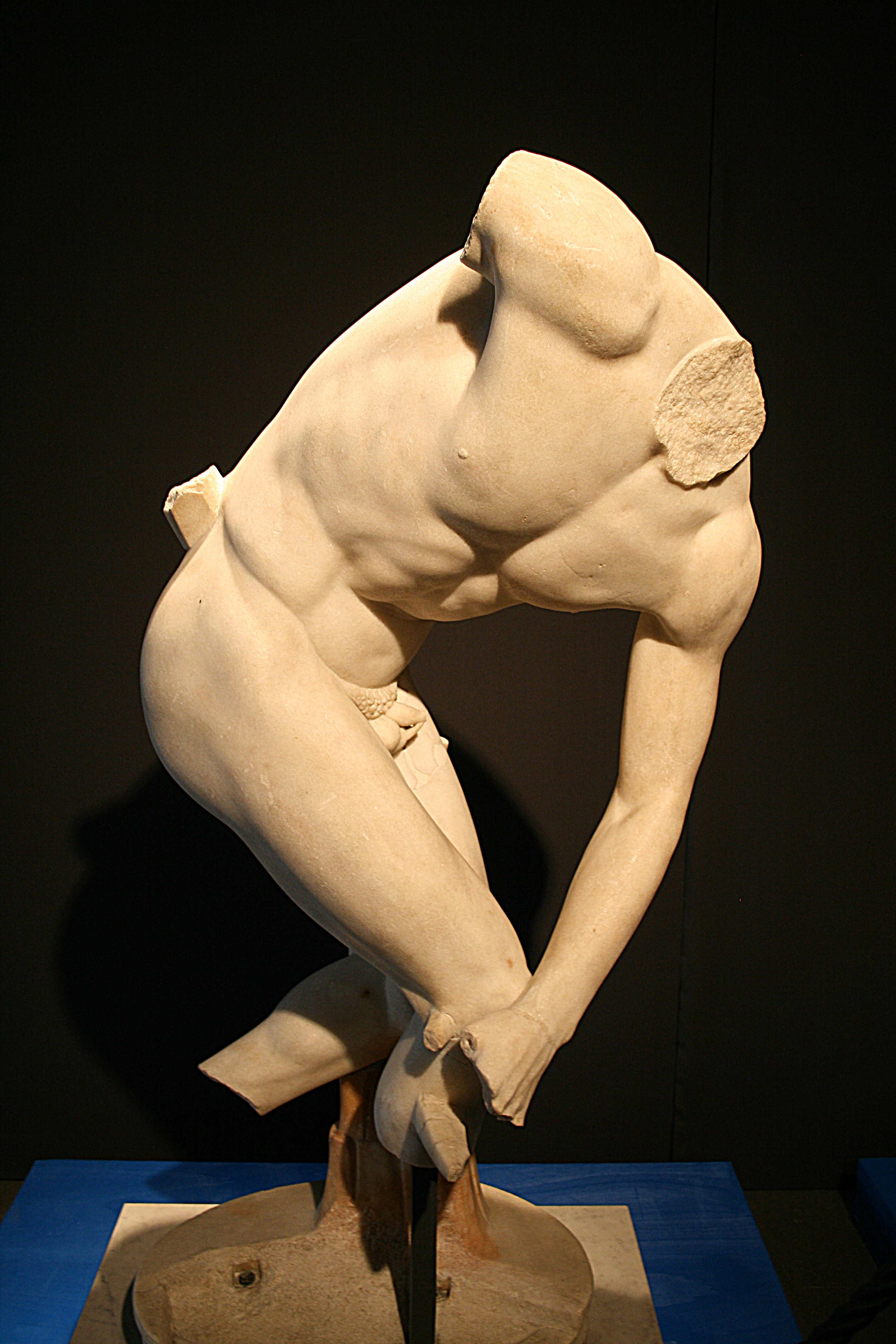
Diskobol aus Castelporziano, Museo Nazionale Romano

Der Wechsel nach Rom führte ihn eine andere Wissenschaftswelt, die sich fruchtbar auf seine eigenen Forschungen und seine wissenschaftliche Karriere auswirkte. Unter Giacomo Boni nahm er 1903 an der Ausgrabung der Ara Pacis Augustae teil. Zwar bereits durch einzelne Relieffunde bekannt, war dies die erste systematische Untersuchung dieses wichtigen Monuments augusteischer Selbstdarstellung. Rizzo begann, die angesehenen und eleganten, akademisch geprägten Salons zu besuchen, allen voran den Salon der Contessa Ersilia Caetani-Lovatelli, die selbst Archäologin und einziges weibliches Mitglied der Accademia dei Lincei war.
1906 nahm er an einer Expedition der Universität Heidelberg unter Leitung von Friedrich von Duhn nach Griechenland und in die Türkei teil. Für einen italienischen Wissenschaftler war dies in den Jahren vor der 1909 erfolgenden Gründung der Scuola Archeologica Italiana di Atene eine hervorragende Gelegenheit, archäologische Forschungen außerhalb Italiens und der italienischen Museen zu betreiben. Im gleichen Jahr gelang ihm während einer Ausgrabung in Castel Porziano ein Statuenfund: Der Torso des myronischen Diskobol in einer römischen Kopie hadrianischer Zeit. Mittels Gipsabgüssen weiterer Repliken fertigte er eine Rekonstruktion der Gesamtstatue an, die in Gegenwart des Königs Viktor Emanuel III. vorgestellt wurde. Die folgende Publikation bildete den Eröffnungsbeitrag des 1907 erstmals erschienen Bollettino d’Arte.

### Professuren
Folge der damit einhergehenden Anerkennung war die Berufung auf den Lehrstuhl für Archäologie an der Universität Turin im Jahr 1907, wo er bis 1915 lehrte, das Archäologische Institut samt Bibliothek und ein Gipsabgussmuseum begründete. Fern vom akademischen Betrieb Roms entwickelte er eigene Vorstellungen von der Stellung seines Fachs im Rahmen des italienischen Wissenschaftsbetriebs. Er forderte vehement, die italienische Forschung müsse mit der Forschung anderer Länder, insbesondere Deutschlands, zur italienischen Antike und zum italienischen Mittelalter gleichziehen: Alle Lexika, Texteditionen, Corpora, Museumskataloge etc. – „tutta roba «Made in Germany»“. Als Konsequenz rief er die vielbändig angelegte Storia dell'arte classica e italiana ins Leben, deren ersten Band Storia dell’arte greca er 1913 publizierte – das Werk war die erste umfassende Darstellung zur minoischen und mykenischen Kunst in italienischer Sprache.
Als Giulio De Petra 1915 emeritiert wurde, äußerte er den Wunsch, Rizzo möge sein Nachfolger auf dem Lehrstuhl für Archäologie an der Universität Neapel werden. Im Jahr darauf folgte Rizzo diesem Ruf und lehrte bis 1924 in Neapel, wo er eine kleine Schar von Schülern, unter ihnen Domenico Zancani, Paola Montuoro, Domenico Mustilli, Olga Elia, um sich versammelte.
Im Jahr 1924 bewarb sich Rizzo um die Professur für Archäologie an der Universität La Sapienza in Rom, die nach dem Tod Lucio Marianis neu zu besetzen war, und setzte sich knapp gegen seinen Mitbewerber Alessandro Della Seta durch. Ausschlaggebend war der Einfluss Julius Belochs, der aufgrund antisemitischer Ressentiments und in alter Feindschaft mit dessen Doktorvater Emanuel Loewy den deutlich jüngeren Della Seta um jeden Preis verhindern wollte. So wurde Rizzo 1926 als dritter nach Löwy und Mariani Inhaber des ältesten Lehrstuhls für Archäologie in Italien, den er bis 1935 innehatte.
1925 gehörte Rizzo zu den 93 Unterzeichnern des von Benedetto Croce verfassten Manifesto degli intellettuali antifascisti („Manifest der antifaschistischen Intellektuellen“), das als Reaktion auf das Manifesto degli intellettuali fascisti des faschistischen Bildungsministers Giovanni Gentile am 1. Mai in der Tageszeitung Il Mondo veröffentlicht wurde. Trotz dieser offen antifaschistischen Haltung wurde Rizzo 1926 mit seiner Berufung nach Rom Mitglied der Partito Nazionale Fascista und blieb dies bis zu seiner Emeritierung 1935. Zu seinen wichtigsten Aktivitäten in Rom gehörten neben der Lehre der Ausbau des Museo dei Gessi – der Gipsabgusssammlung (heute das Museo dell’Arte Classica) – an der La Sapienza und die daraus resultierende intensive Beschäftigung mit der griechischen Kunst. Darüber hinaus publizierte er drei Bände der von ihm geleiteten Monumenti della pittura antica scoperti in Italia. Nach seiner Emeritierung folgten die Ritratti di età ellenistica. Umfassend bearbeitete er die griechischen Münzen Siziliens, die er nach kleineren Vorarbeiten 1946 in dem monumentalen Werk Monete greche della Sicilia veröffentlichte.
Rizzo war ab 1919 korrespondierendes, ab 1923 nationales Mitglied Accademia Nazionale dei Lincei. 1936 wurde er als auswärtiges Mitglied in die Académie des Inscriptions et Belles-Lettres aufgenommen.

## Publikationen (Auswahl)
- Studi archeologici sulla tragedia e sul ditirambo. Loescher, Turin 1902.
- Il ceramografo Skythes. Leroux, Paris 1913.
- Storia dell’arte greca. Unione tipografico-editrice torinese, Turin 1913
- La pittura ellenistico-romana. Treves, Mailand 1930.
- Prassitele. Treves, Mailand 1932.
- Le pitture della casa del poeta tragico (= Monumenti della pittura antica scoperti in Italia. Sez. 3: Pittura ellenistico-romana: Pompei. Fasc. 1). Istituto Poligrafico dello Stato, Rom 1935.
- Le pitture della Casa dei Grifi (= Monumenti della pittura antica scoperti in Italia. Sez. 3: Pittura ellenistico-romana: Roma. Fasc. 1). Istituto Poligrafico dello Stato, Rom  1936.
- Le pitture dell’aula isiaca di Caligola (= Monumenti della pittura antica scoperti in Italia. Sez. 3: Pittura ellenistico-romana: Roma. Fasc. 2). Istituto Poligrafico dello Stato, Rom 1936.
- Le pitture della Casa di Livia  (= Monumenti della pittura antica scoperti in Italia. Sez. 3: Pittura ellenistico-romana: Roma. Fasc. 3). Istituto Poligrafico dello Stato, Rom 1938.
- Ritratti di età ellenistica  (= Monumenti della pittura antica scoperti in Italia. Sez. 3: Pittura ellenistico-romana: Centuripae. Fasc. 1). Istituto Poligrafico dello Stato, Rom 1940.
- Monete greche della Sicilia. Libreria dello Stato, Rom 1946.